# Dmytro Kryvtsov
Dmytro Ivanovytsj Kryvtsov (Oekraïens: Дмитро Іванович Кривцов) (Pervomajsk, 3 april 1985) is een Oekraïens-Frans voormalig wielrenner. Hij is de jongere broer van wielrenner Joeri Krivtsov. De broers reden in 2012 beiden voor Lampre-ISD.
Krivtsov werd in 2006 derde op het nationale kampioenschap voor beloften. In 2010 heeft Krivtsov de Franse nationaliteit aangenomen.

## Palmares
2008
2e etappe GP Donetsk
2012
 Oekraïens kampioenschap op de weg
2014
 Oekraïens kampioenschap op de weg

### Resultaten in voornaamste wedstrijden
| Jaar | Ronde van Vlaanderen | Parijs-Roubaix |  | WK op de weg |
| ---- | -------------------- | -------------- |  | ------------ |
| 2011 | 123e                 | 99e            |  |              |
| 2012 |                      | buit.tijd      |  | opgave       |
| 2013 |                      |                |  |              |
| 2014 |                      |                |  | opgave       |

## Ploegen
- 2007 –  ISD Sport Donetsk
- 2008 –  ISD Sport Donetsk
- 2009 –  ISD-Neri
- 2010 –  ISD-Neri
- 2011 –  Lampre-ISD
- 2012 –  Lampre-ISD
- 2013 –  ISD Continental Team
- 2014 –  Kolss Cycling Team
- 2015 –  ISD Continental Team
- 2016 –  ISD-Jorbi Continental Team

Balloni ·
Bertagnolli ·
Boets · 
Bole ·
Bono ·     
Cunego ·
Gavazzi ·
Hondo ·
Kasjetsjkin (tot 31/07) ·
Kondroet ·
Kostjoek ·
Kryvtsov ·
Kvatsjoek ·
Loosli ·
Magazzini ·
Malori ·
Marzano ·
Mori ·
Niemiec ·
Pérez ·
Petacchi ·
Pietropolli ·
Righi ·
Scarponi ·
Spezialetti ·
Špilak ·
Szeghalmi ·
Ulissi ·
Graziato (stagiair) ·
Tedeschi (stagiair) ·
Tiozzo (stagiair)
Anacona ·
Bertagnolli ·
Boets · 
Bole ·
Bono ·  
Cimolai ·   
Cunego ·
Graziato ·
Hondo ·
Kostjoek ·
D. Kryvtsov ·
J. Krivtsov ·
Kvatsjoek ·
Lloyd ·
Malori ·
Marzano ·
Mori ·
Niemiec ·
Petacchi ·
Pietropolli ·
Possoni ·
Righi ·
Scarponi ·
Sjejdyk ·
Spezialetti ·
Stortoni ·
Ulissi ·
Viganò ·
Cattaneo (stagiair) ·
Viola (stagiair) ·
Wackermann (stagiair)